# Amyra Dastur
Amyra Dastur (Mumbai, 7 maggio 1993) è un'attrice indiana.

## Biografia
Tiene un Bachelor's degree rilasciato da Hassaram Rijhumal College of Commerce and Economics di Mumbai.
Ha iniziato la sua carriera come modella per pubblicità. Ha debuttato come attrice nel film Issaq nel 2013.
Il suo primo ruolo internazionale è stato nel film Kung-Fu Yoga nel 2017.

## Filmografia

### Cinema
- Issaq - regia di Manish Tiwary (2013)
- Anegan - regia di K. V. Anand (2015)
- Mr. X - regia di Vikram Bhatt (2015)
- Kung-Fu Yoga (Gong fu yu jia) - regia di Stanley Tong (2017)
- Manasuku Nachindi - regia di Manjula Ghattamaneni (2018)
- Koi Jaane Na - regia di Amin Hajee (2021)
- Jogi - regia di Ali Abbas Zafar (2022)
- Influencer Life - regia di Tanmai Rastogi (2023)
- Bagheera - regia di Adhik Ravichandran (2023)

### Televisione
- Tandav - serie TV (2021)
- Bambai Meri Jaan - serie TV (2023)